# Arapongas
Arapongas é um município brasileiro no interior do estado do Paraná, Região Sul do país. Situa-se na Região Metropolitana de Londrina Mesorregião do Norte Central Paranaense, localizando-se a uma distância de 380 quilômetros da capital do estado, Curitiba. Ocupa uma área de aproximadamente 382,215 km² e sua população, conforme estimativas do IBGE de 2020, era de 124 810 habitantes, sendo o décimo sexto município mais populoso do Paraná e segundo mais populoso da Região Metropolitana de Londrina.

## História
Inicialmente, Arapongas foi criado como um distrito, subordinado ao município de Caviúna, conforme decreto-lei estadual n.º 199, de 30 de dezembro de 1943. Essa configuração se manteve até 10 de outubro de 1947, quando a lei estadual n.º 2 elevou o distrito à condição de município, emancipando-o de Caviúna.

## Geografia

### Subdivisões
Quando da criação do município, em 1947, contava este com três distritos: Arapongas (sede), Astorga e Sabáudia). Todos eles acabariam sendo emancipados (Astorga em 1951, e Sabáudia em 1954), ficando o município apenas com o distrito-sede.

### Clima
Subtropical úmido mesotérmico, verões quentes com tendência de concentração das chuvas (temperatura média superior a 22 °C), invernos com geadas pouco frequentes (temperatura média inferior a 18 °C), sem estação seca definida.

### Relevo
- Relevo predominantemente plano com ligeiras elevações.
- Rios: Ribeirão Pirapó, Córrego Lageado, Ribeirão Três Bocas, Córrego dos Apertados, Bacia dos Bandeirantes.

### Demografia
Entre 2000 e 2010, a população de Arapongas cresceu a uma taxa média anual de 2,00%, enquanto no Brasil foi de 1,17%, no mesmo período. Nesta década, a taxa de urbanização do município passou de 95,74% para 97,79%. Em 2010 viviam, no município, 104.150 pessoas.
Entre 1991 e 2000, a população do município cresceu a uma taxa média anual de 3,16%. Na UF, esta taxa foi de 1,39%, enquanto no Brasil foi de 1,63%, no mesmo período. Na década, a taxa de urbanização do município passou de 92,98% para 95,74%.
Entre 2000 e 2010, a razão de dependência no município passou de 47,22% para 41,23% e a taxa de envelhecimento, de 6,16% para 8,09%.
- População economicamente ativa de Arapongas: 57.754 (55,45%) (IBGE – Censo Demográfico 2010).

| Etnia               | Porcentagem |
| ------------------- | ----------- |
| Branca              | 75,6%       |
| Parda               | 19,9%       |
| Negra               | 2,92%       |
| Amarela             | 1,35%       |
| Indígena            | 0,09%       |
| Fonte: IPARDES 2010 |             |

### Trópico de Capricórnio

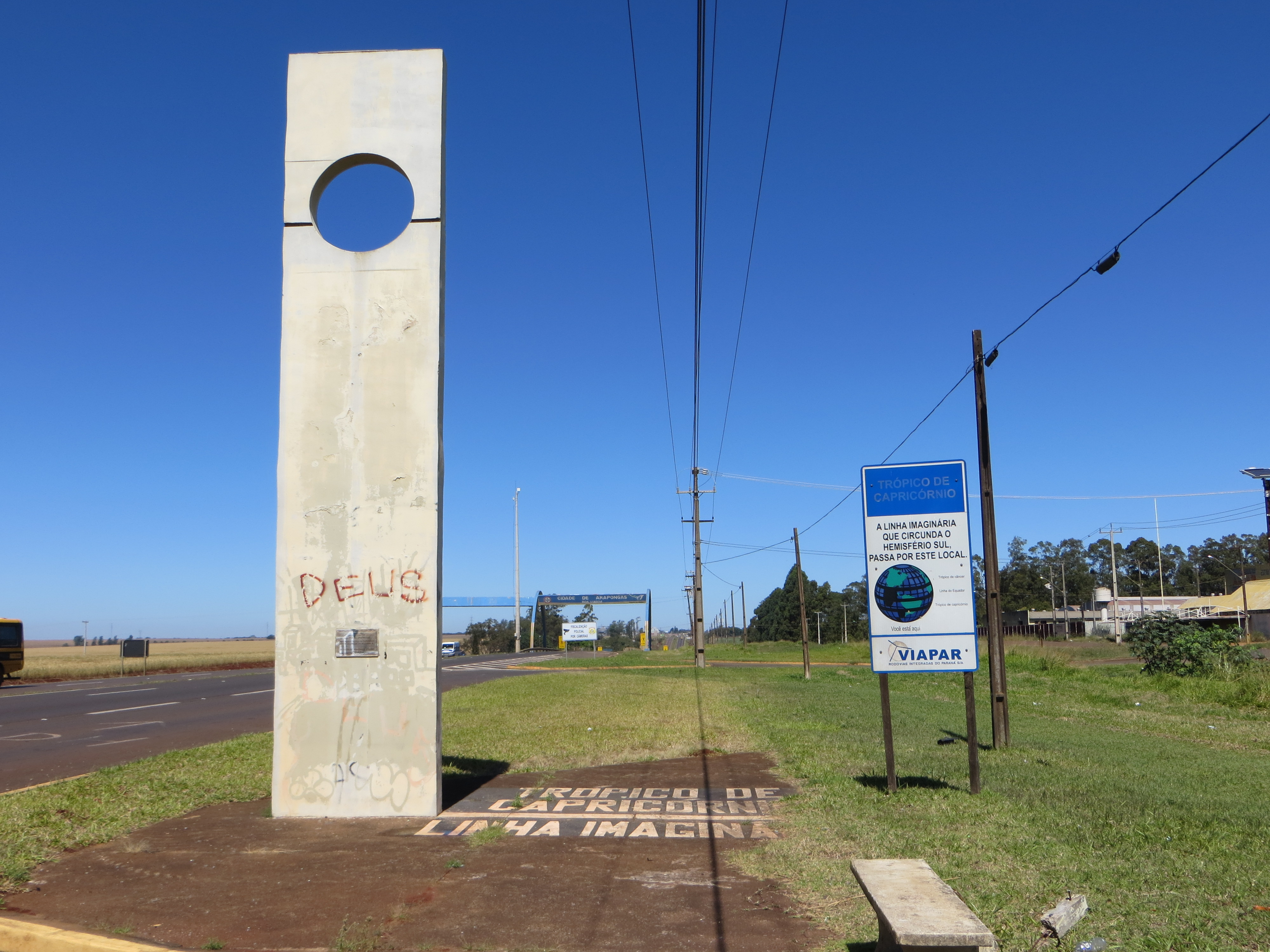
Marco do Trópico de Capricórnio

O Trópico de Capricórnio é um paralelo situado ao sul do equador e sua linha imaginária corta o território de Arapongas. Para representar a linha, foi construído, em 1992, um marco em concreto no km 159 da BR-369, trecho entre as cidades de Apucarana e Arapongas.

## Infraestrutura

### Educação
Atualmente, a cidade tem ao todo, 25 escolas municipais, 14 colégios estaduais, 16 centros educacionais infantis, 12 centros particulares de ensino e 6 universidades[carece de fontes?].
De acordo com o ENEM 1500, o Colégio Prisma é a escola do município mais bem posicionada com a nota de 25,83, sendo a 758 na classificação geral do Paraná.[carece de fontes?]

### Primeira Escola
O Grupo Escolar Marquês de Caravelas, antigo Grupo Escolar de Arapongas, foi fundado no ano de 1943, antes mesmo da Cidade de Arapongas ser criada, no governo do Prefeito Miguel Blasi, de Londrina e do governador do estado Moysés Lupion. Foi construído graças aos esforços dos pioneiros, como os senhores: Antônio Garcez Novaes, Deodato Antero França e outros que se organizaram angariando materiais, além da mão-de-obra feita pelos moradores da vila.

### Educação Especial
CAE "Centro de Atendimento e Especialização aos Deficientes Visuais e Auditivos". Funciona dentro do Colégio Estadual Marquês de Caravelas um Centro de Especialização aos alunos com Deficiência Auditiva e Visual. Lá eles desenvolvem projetos de inclusão e superação de limites.

### Ensino Superior
Arapongas conta com cinco faculdades: uma pública e quatro particulares
- Universidade Aberta do Brasil (UAB)[13]
- Universidade Norte do Paraná (Unopar)[14]
- Centro Universitário de Maringá (Cesumar)[15]
- Universidade Paranaense (Unipar)[16]
- Faculdade Rhema Educação, do Grupo Rhema Educação [17]

## Transportes

### Rodoviário
| RODOVIAS QUE PASSAM POR ARAPONGAS |                                                                |
| PR-218                            | Sabáudia » Arapongas                                           |
| BR-369                            | Apucarana » Arapongas » Londrina                               |
| PR-444                            | Praça de Pedágio de Arapongas » Praça de Pedágio de Mandaguari |

### Ferroviário
Arapongas é atravessada pela seguinte ferrovia:
- Linha Ourinhos-Cianorte (EF-369) da Rede de Viação Paraná-Santa Catarina (RVPSC) (Londrina » Arapongas » Maringá » Cianorte)[18][19]

A linha férrea encontra-se concedida à Rumo Logística para as operações de transporte de cargas.

### Aeroviário
O Aeroporto Alberto Bertelli, conhecido como Aeroporto de Arapongas (IATA:APX - ICAO: SSOG) é um aeroporto público, administrado pela Prefeitura Municipal de Arapongas, com até 200 pousos e decolagens por mês.
O aeroporto está localizado a 5 km, a noroeste do centro da cidade Arapongas. Atualmente não há voos programados que operam neste aeroporto de companhias aéreas.

### Frota
Em 2015, a frota de Arapongas é a décima primeira maior do estado do Paraná, com 76.262 veículos, superando nesse período o Município de Araucária (posição de Outubro de 2015).

## Cultura

### Teatros
Os teatros mais importantes são:
- Cine Teatro Mauá;
- Teatro Vianinha;
- Teatro Hideo Mihara - Colégio Marquês de Caravelas;[24]

### Cinemas
Os mais importantes:
- Cine Mauá
- Cine Gracher (uma sala 3D e duas salas digitais em formato Stadium) - Havan Arapongas;[25]

### Museus
O Museu de Arte e História de Arapongas (MAHRA), localizado em um prédio histórico, que abrigou de 1955 a 2010, a administração municipal, o MAHRA conta a história de Arapongas através de suas fotos e documentos que fazem parte de um rico acervo histórico que agora está acessível à população. O museu também será local para grandes exposições de artistas locais e convidados de outras regiões.

## Esporte
Arapongas conta com o Estádio Municipal José Luís Chiapin, é um estádio de futebol com capacidade de 10.440 pessoas. Conhecido como Estádio dos Pássaros, devido ao enorme fluxo de pássaros na cidade, e pela própria cidade ter a alcunha de Cidade dos Pássaros, é a casa do Arapongas Esporte Clube e do Esporte Clube Laranja Mecânica, passou por uma remodelação em Abril de 2009, para jogos do Arapongas na Divisão de Acesso do Campeonato Paranaense de Futebol.
A cidade de Arapongas possui dois clubes no Campeonato Paranaense de Futebol, o Arapongas Esporte Clube e o Esporte Clube Laranja Mecânica. No passado houve também outros, como o Arapongas Futebol Clube, o Grêmio Esportivo Araponguense e a Associação Atlética Arapongas.[carece de fontes?]

## Economia
| Composição do PIB                                       | Valor (em R$1000) |
| ------------------------------------------------------- | ----------------- |
| Valor adicionado na agropecuária                        | 154 466           |
| Valor adicionado na indústria                           | 1 461 803         |
| Valor adicionado no serviço                             | 1 460 275         |
| Impostos sobre produtos líquidos de subsídios           | 374 191           |
| Total do PIB a preço de mercado corrente                | 3 821 175         |
| PIB per capita                                          | 34 057,43         |
| Fonte: IBGE, Produto Interno Bruto dos Municípios 2013. |                   |

Os principais setores da economia local são verificados na agricultura e na industria moveleira. Arapongas é o principal polo moveleiro do estado, com 9.329 postos de trabalho em quase 180 industrias (dados de 2019), contabilizando 32% da economia industrial do município. Com estes números, o Paraná é o segundo maior polo do setor no país, com 10% do faturamento nacional (dados de 2019). A cada dois anos é realizada a Feira de Móveis do Paraná (Movelpar) no Expoara (Centro de Eventos de Arapongas).
No setor comercial, a cidade conta com a rede de âmbito regional ou nacional, como a Havan, o Super Muffato ou as Lojas Americanas.

## Araponguenses notórios
- Biografias de araponguenses